# JICA
JICA (tiếng việt đọc là giai-ca) là tên viết tắt của Cơ quan Hợp tác Quốc tế Nhật Bản (tiếng Anh: The Japan International Cooperation Agency); theo tiếng Nhật: 独立行政法人 国際協力機構 dokuritsu gyōseihōjin kokusai kyōryoku kikō; Hán Việt: Độc lập Hành chính pháp nhân quốc tế hiệp lực cơ cấu).
Cơ quan Hợp tác Quốc tế Nhật Bản (JICA) là cơ quan duy nhất thực hiện viện trợ ODA của Chính phủ Nhật Bản thông qua 3 hình thức hợp tác: Hợp tác kỹ thuật, Hợp tác vốn vay và Viện trợ không hoàn lại.
Cơ quan này có mục tiêu góp phần phát triển kinh tế xã hội ở các nước đang phát triển, tăng cường hợp tác quốc tế của Nhật Bản. Để đạt mục tiêu này, JICA thực hiện thông qua việc chia sẻ kiến thức và kinh nghiệm của Nhật Bản với các nước đang phát triển.

## Lịch sử

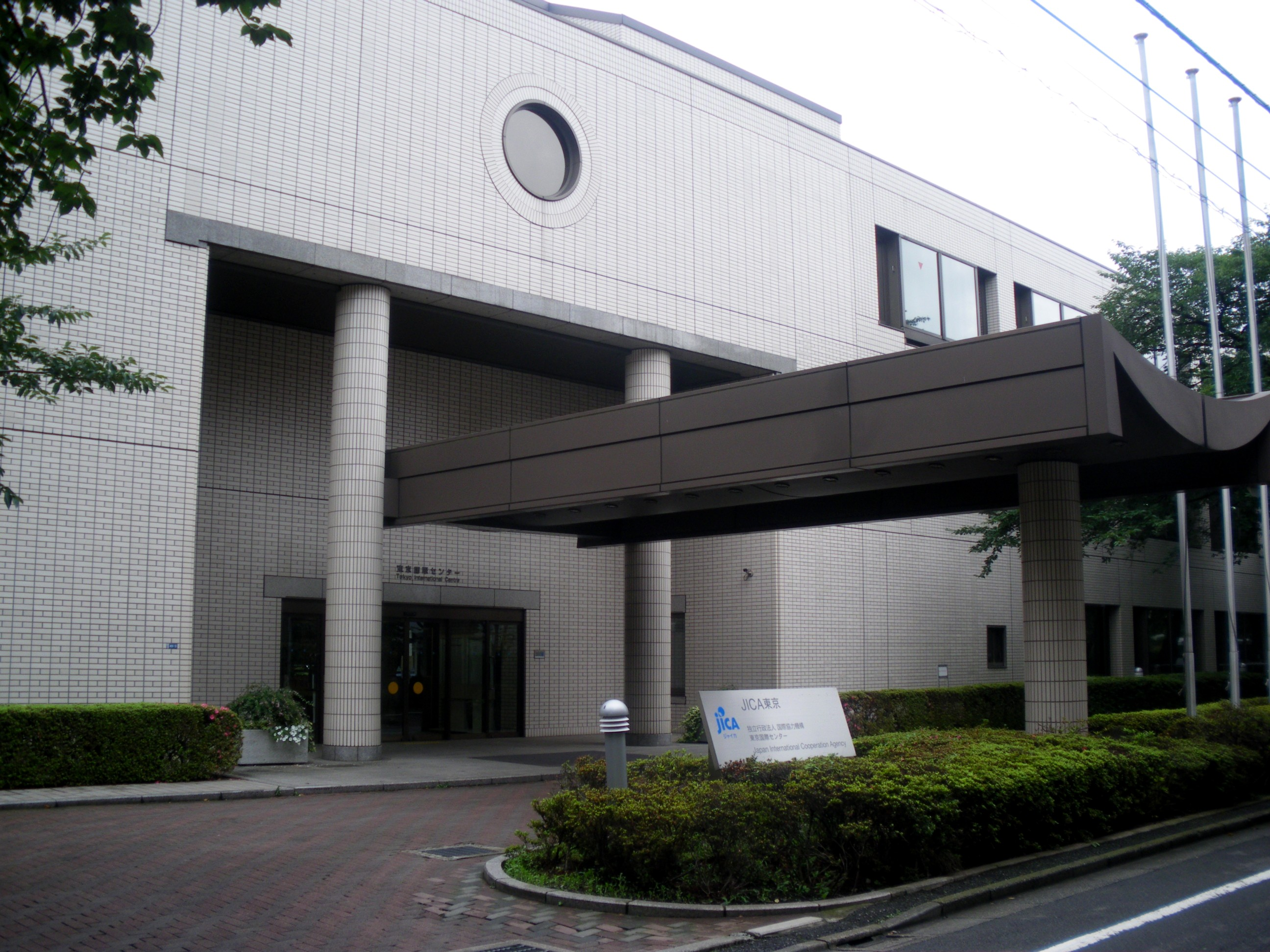
Trung tâm JICA tại Tokyo, Shibuya.

Tiền thân của JICA, Cơ quan Hợp tác Quốc tế Nhật Bản trước đây là một tổ chức bán chính phủ trực thuộc Bộ Ngoại giao, được thành lập năm 1974. JICA mới được thành lập ngày 1 tháng 10 năm 2003. Tháng 11 năm 2006, Quốc hội Nhật Bản đã cải tổ toàn diện ODA, theo đó là việc sáp nhập vào năm 2008 giữa JICA và một phần của Ngân hàng Hợp tác Quốc tế Nhật Bản (JBIC) hiện đang cung cấp các khoản vay ưu đãi cho các nước đang phát triển.
Kể từ khi hoàn thành vào ngày 1 tháng 10 năm 2008, JICA mới đã trở thành một trong những tổ chức phát triển song phương lớn nhất trên thế giới với mạng lưới 97 văn phòng ở nước ngoài, các dự án tại hơn 150 quốc gia và nguồn tài chính sẵn có khoảng 1 nghìn tỷ Yên (8,5 tỷ USD). Cơ quan được tổ chức lại cũng chịu trách nhiệm quản lý một phần viện trợ không hoàn lại của Nhật Bản hiện thuộc thẩm quyền của Bộ Ngoại giao và vì vậy cả ba hợp phần ODA chính (hợp tác kỹ thuật, viện trợ không hoàn lại và vốn vay ưu đãi) hiện được quản lý chung. JICA mới cũng tăng cường năng lực nghiên cứu và đào tạo trong những năm tới, hoạt động như một tổ chức cố vấn về ODA, đóng góp vào các chiến lược phát triển toàn cầu, tăng cường hợp tác với các tổ chức quốc tế và có khả năng truyền đạt tốt hơn quan điểm của Nhật Bản về các vấn đề viện trợ và phát triển chính.
Các mốc thời gian
- Tháng 4 năm 1954 - Nhật Bản tham gia Kế hoạch Colombo và bắt đầu các chương trình hợp tác kỹ thuật
- Tháng 6 năm 1962 - Cơ quan Hợp tác Công nghệ Nước ngoài (OTCA) được thành lập
- Tháng 7 năm 1963 - Dịch vụ Di cư Nhật Bản (JEMIS) được thành lập
- Tháng 4 năm 1965 - Chương trình Tình nguyện viên Hợp tác Hải ngoại Nhật Bản (JOCV) ra mắt
- Tháng 8 năm 1974 - OTCA và JEMIS sáp nhập để thành lập Cơ quan Hợp tác Quốc tế Nhật Bản (JICA)
- Tháng 9 năm 1987 - Đội cứu trợ thiên tai được thành lập
- Năm 1989 - Tổng đóng góp hỗ trợ phát triển chính thức (ODA) vượt qua Hoa Kỳ để trở thành nước cao nhất thế giới
- Tháng 4 năm 1990 - Chương trình phái cử Chuyên gia hợp tác cao cấp (Tình nguyện viên cao cấp ở nước ngoài) bắt đầu
- Tháng 10 năm 2003 - JICA được thành lập như một Cơ quan hành chính độc lập[1]Trung tâm JICA tại Kansai, Chūō-ku, Kobe, Hyōgo.

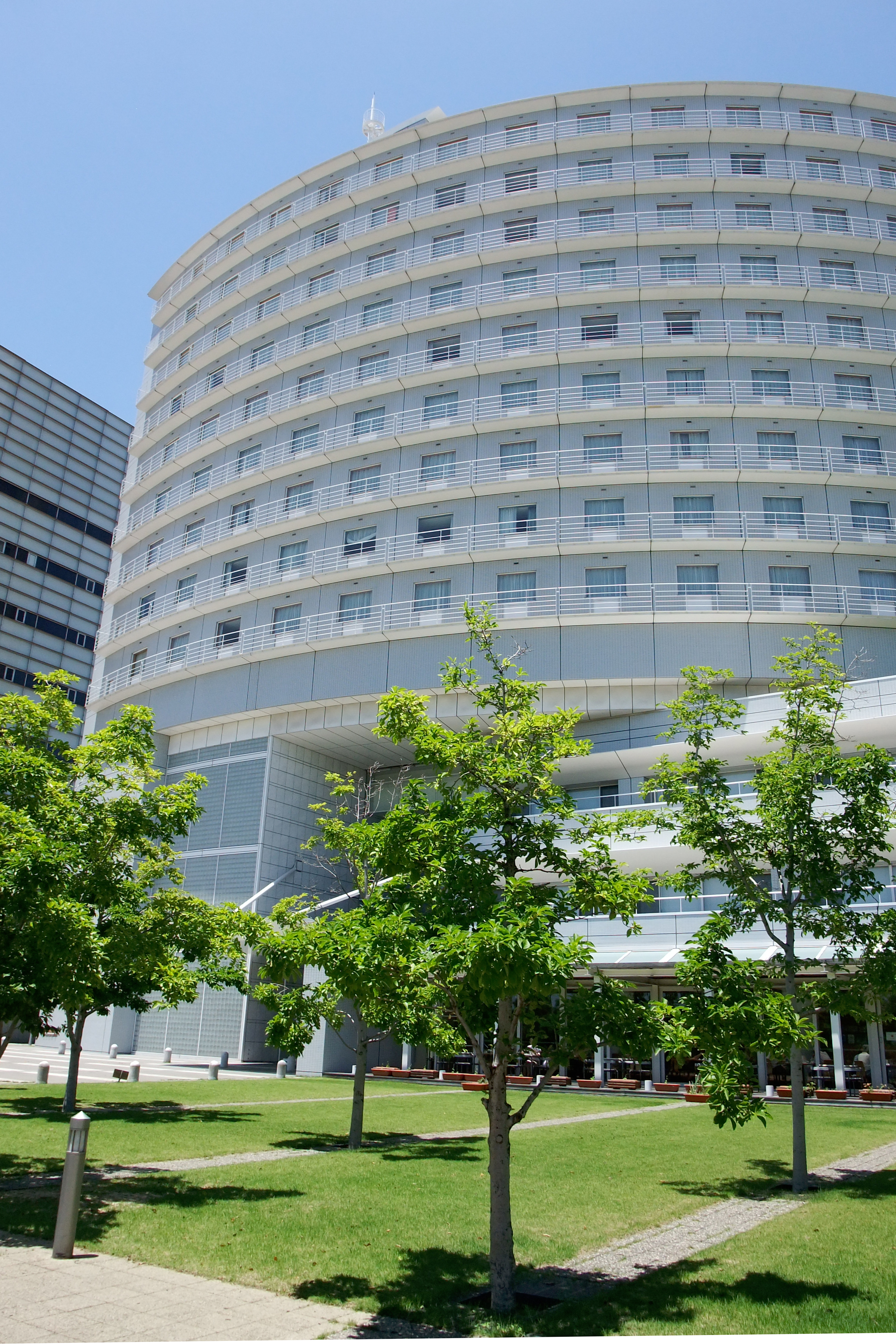
Trung tâm JICA tại Kansai, Chūō-ku, Kobe, Hyōgo.

## JICA Việt Nam
Trang web: http://www.jica.go.jp/vietnam/english/office/

### Các lĩnh vực ưu tiên hợp tác của JICA ở Việt Nam
Thúc đẩy tăng trưởng và tăng cường năng lực cạnh tranh quốc tế
Cải thiện điều kiện sống và thu hẹp khoảng cách phát triển
Bảo vệ môi trường
Tăng cường quản trị Nhà nước 

### Quá trình Phát triển của JICA tại Việt Nam
- 1992 Nhật Bản nối lại viện trợ cho Việt Nam
- 1994 Quỹ Hợp tác Kinh tế Hải ngoại Nhật Bản (OECF) đặt Văn phòng đại diện tại Hà Nội. Ký kết Công hàm về Cử Tình nguyện viên Hợp tác Hải ngoại Nhật Bản
- 1995 Thành lập Văn phòng JICA Việt Nam tại Hà Nội. Bắt đầu cử Tình nguyện viên Hợp tác Hải ngoại Nhật Bản
- 1998 Ký kết Hiệp định Hợp tác Kỹ thuật Việt Nam –Nhật Bản
- 10/1999 Ngân hàng Hợp tác Quốc tế Nhật Bản (JBIC) được thành lập từ việc sáp nhập hai tổ chức: OECF và Ngân hàng Xuất-Nhập khẩu Nhật Bản (JEXIM)
- 2002 Thành lập Văn phòng liên lạc JICA tại TP Hồ Chí Minh
- 10/2008 Bộ phận vốn vay ODA của JBIC sáp nhập với JICA thành JICA mới

### Thành tích của JICA tại Việt Nam

#### Hợp tác hỗ trợ về kinh phí (vốn thực hiện, đơn vị: trăm triệu yên)
| Năm tài khóa            | 2006   | 2007   | 2008   | 2009        | 2010   | 2011    |
| Hợp tác vốn vay         | 950,78 | 978,53 | 832,01 | 1.456,13(*) | 865,68 | 1.077,8 |
| Viện trợ không hoàn lại | 27,49  | 17,94  | 13,08  | 28,26       | 34,6   | 35,45   |

Ghi chú: Không kể những dự án viện trợ cho an toàn con người ở cấp cơ sở
(*) Hợp tác vốn vay của năm tài khóa 2009 bao gồm 47,9 tỉ yên là vốn vay hỗ trợ kích thích kinh tế

#### Hợp tác kỹ thuật
| Năm tài khóa                   | 2006  | 2007    | 2008    | 2009    | 2010    | 2011   |
| Tổng kinh phí (trăm triệu yên) | 52,75 | 51,98   | 59,65   | 61,42   | 71,52   | 104,86 |
| Số học viên mới                | 1.410 | 1.221   | 1.597   | 983     | 1.176   | 1.195  |
| Số chuyên gia mới (dài hạn)    | 448   | 443(23) | 423(21) | 556(28) | 793(52) | 967    |
| Số tình nguyện viên mới        | 22    | 49      | 53      | 69      | 39      | 32     |